# Bomarea chiriquina
Bomarea chiriquina là một loài thực vật có hoa trong họ Alstroemeriaceae. Loài này được Killip miêu tả khoa học đầu tiên năm 1945.